# Ithone
Ithone is een geslacht van netvleugelige insecten (Neuroptera) uit de familie van de Ithonidae. 
De wetenschappelijke naam van het geslacht is voor het eerst geldig gepubliceerd door Edward Newman in 1838. Hij beschreef ook de eerste soort, Ithone fusca die voorkomt aan de kust van New South Wales.
Deze insecten zijn kleine onopvallende motten die voorkomen in de kustgebieden van zuidelijk Australië en Tasmanië. Ze vliegen 's nachts meestal in grote zwermen, terwijl ze overdag schuilen onder stenen, hout of afval. Er zijn veel meer mannetjes dan wijfjes in deze groepen.

## Soorten[2]
- Ithone fusca Newman, 1838
- Ithone fulva Tillyard, 1916
- Ithone pallida (Tillyard, 1919)
- Ithone neopallida Riek, 1974
- Ithone falcata Riek, 1974
- Ithone wilsoni Riek, 1974
- Ithone gracilis Riek, 1974
- Ithone westraliensis Riek, 1974
- Ithone karoondensis Riek, 1974
- Ithone burrensis Riek, 1974